# HANS

1: HANS ; 2: Tirante (uno a cada lado) ; 3: Clip (uno a cada lado) ; 4: Soporte de hombros

HANS Device (Head And Neck Support Device, en español: Soporte para cabeza y cuello) es un collarín diseñado para reducir considerablemente el riesgo de lesiones en la cabeza y el cuello de pilotos de automovilismo y motociclismo provocadas por la enorme desaceleración que sufren al colisionar bruscamente. También es útil en golpes laterales, ya que impide que la cabeza se golpee contra los bordes del habitáculo del piloto. El collarín comenzó a exigirse a los pilotos de las principales competiciones a partir de principios de la década de 2000.

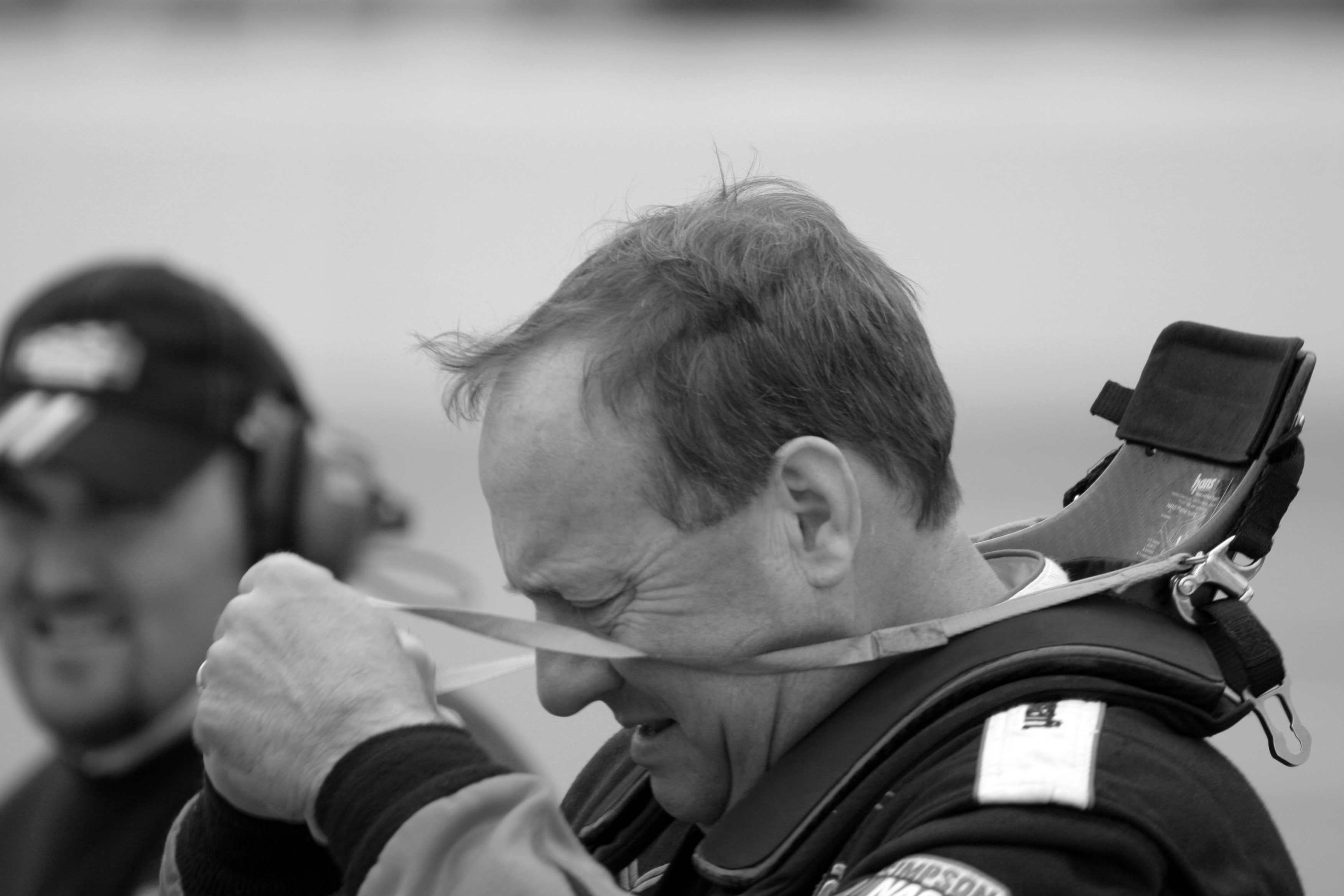
Ken Schrader, piloto de NASCAR, colocándose el HANS

El HANS se fabrica principalmente con fibra de carbono y tiene un peso de entre 600 y 700 gramos. Se coloca sobre los hombros y tras la nuca del piloto, quien va a su vez anclado al casco y al respaldo del asiento del vehículo mediante cinturones y ganchos. A pesar de que son prácticamente imprescindibles para evitar lesiones graves, presenta diversos inconvenientes. Este dispositivo limita mucho el movimiento del cuello dentro del coche, por lo que los pilotos deben ejercitar e incrementar la forma física del cuello y hombros para evitar calambres y dolores musculares. Por otro lado, a mayor número de cinturones y anclajes que posea el piloto, mayor será el tiempo que tarde en abandonar el vehículo en caso de accidente o incendio. No obstante, y pese a estas desventajas, los beneficios son tales y su eficacia tan demostrada que se hizo obligatorio en la Fórmula 1 desde la temporada 2003. En otros deportes, como el Campeonato Mundial de Rally, también es obligatorio.

## Historia
La invención del HANS fue llevada a cabo por el profesor estadounidense de biomecánica de la Universidad de Míchigan Robert Hubbard, quien lo desarrolló en la década de 1980. Diseñó este artilugio como consecuencia del accidente mortal que sufrió un piloto y amigo suyo, que a causa de la fuerte desaceleración se fracturó los huesos cervicales.
Notables pilotos que han muerto a causa de fracturas en el cuello:
- El piloto de Fórmula 1 Roland Ratzenberger en la clasificación para el Gran Premio de San Marino de 1994.
- Los pilotos de la Indy 500, Bill Vukovich y Tony Bettenhausen.
- Los pilotos de NASCAR como Adam Petty, Tony Roper, Kenny Irwin, Neil Bonnett, John Nemechek, Blaise Alexander, Dale Earnhardt y Clifford Allison.
- Los pilotos de la CART, Jovy Marcelo y Gonzalo Rodríguez.
- El piloto de Turismo Carretera Guillermo Castellanos en el Gran Premio de Comodoro Rivadavia.

Normalmente los accidentes que provocan daños cervicales suelen provocar la muerte del piloto, aunque en ocasiones algunos logran sobrevivir como es el caso del piloto de NASCAR Ernie Irvan.
El Dr. Robert Hubbard colaboró con la compañía General Motors en su programa de seguridad automovilística. Su primer prototipo fue desarrollado en 1985 y fue sometido a las pruebas de choque en 1989, logrando reducir la energía liberada tras el impacto en un 80%.
El Dr. Hubbard fundó la empresa Hubbard Downing Inc. que se encargó del desarrollo, fabricación, manufactura, venta y promoción del HANS en 1991.

## Resultados
Una de las primeras personas en comprobar la eficacia del HANS fue el gobernador Mike Easley de Carolina del Norte. En el año 2003, el gobernador estaba compitiendo en una carrera benéfica, cuando perdió el control de su vehículo impactando contra el muro a unos 200 km/h. Afortunadamente salió ileso del incidente y apenas una hora más tarde volvió a subirse a otro automóvil.
En cuanto a la Fórmula 1, la FIA recomendó su uso, en pruebas, durante la temporada 2003, a fin de obligar a su uso por todos los pilotos a partir de la temporada 2004. La primera persona en comprobar la eficacia del HANS en la Fórmula 1 fue Fernando Alonso, durante el Gran Premio de Brasil de 2003. Mark Webber había sufrido un accidente y dejó la pista llena de destrozos. Poco después pasó Fernando Alonso a unos 250 kilómetros por hora, y chocó con una de las ruedas del monoplaza de Mark Webber (el cual ya fue un accidente fuerte) y posteriormente impactó contra un muro a 200 kilómetros por hora, realizando 3 trompos y dejando el coche inutilizable. La carrera se paró totalmente y Fernando Alonso pudo quedar en tercera posición, porque cuando se para la carrera antes de que llegue el final se descuenta una vuelta. Finalmente Alonso solo sufrió un dolor en la pierna, y se salvó de haberse hecho mucho daño en el cuello gracias a éste aparato. Ese mismo año, a Ralph Firman, en los libres del Gran Premio de Hungría de 2003 se le desprendió el alerón trasero e impactó lateralmente a 250 km/h. Solo quedó inconsciente por un momento.
Ralf Schumacher en el Gran Premio de los Estados Unidos de 2004 sufrió un pinchazo en la rueda trasera e impactó a 250 kilómetros por hora por la parte de atrás del coche, y se libró de sufrir una rotura de cuello porque las fuerzas G podrían haberle jugado muy mala pasada. Gracias al HANS, su cuello quedó sujeto y no sufrió heridas en esa parte del cuerpo, aunque sí que se partió 2 vértebras.
Yuji Ide en el Gran Premio de San Marino de 2006, catapultó a Christijan Albers e hizo que diese tres vueltas de campana. Albers declaró que la Fórmula 1 es cada vez más segura y que no había porqué preocuparse.
Durante el Gran Premio de Canadá de 2007 el piloto Robert Kubica del equipo BMW Sauber perdió el control de su monoplaza, impactando frontalmente contra un muro de hormigón a 300 km/h, tras lo cual realizó una vuelta de campana para terminar semi-volcado en la pista. Tras realizar un examen médico en el hospital solo se le detectaron algunas contusiones y un esguince de tobillo. Fue un accidente similar al que le costó la vida a Roland Ratzenberger.
Unas semanas más tarde en la GP2 Series, en el circuito francés de Magny-Cours, Ernesto Viso sufrió un accidente al salir volando su monoplaza e impactar contra un muro. Solo sufrió contusiones y un brazo dolorido. Ernesto en una entrevista posterior reveló que muy probablemente el HANS había salvado su vida.
Ese mismo año en Argentina, el piloto de TC 2000 Carlos Okulovich, en el Autódromo Eduardo Copello, tuvo un accidente frontal contra un paredón, chocando a 158 km/h. Okulovich destrozó su Honda Civic sufriendo una fractura en dos vértebras y su pie derecho. El piloto argentino afirmó años más tarde que de no ser por el HANS hubiese perdido la vida en el impacto.
Heikki Kovalainen, durante el Gran Premio de España de 2008, metió medio coche dentro de la barrera de neumáticos a 150 km/h. Al día siguiente, Heikki salió del hospital. Declaró que el HANS le salvó la vida.
Timo Glock en la clasificatoria del Gran Premio de Japón de 2009. Debido a un error de piloto, se fue largo en la última curva del circuito (que es una curva demasiado abierta) e impactó a unos 200 kilómetros-hora. Fue un accidente tan fuerte que Timo no pudo evitar meter la cabeza bajo el muro de neumáticos, el cual sin el HANS pudo haberle roto el cuello. Solo sufrió una rotura de vértebra y una brecha en la pierna, pero nada en el cuello.
Durante el transcurso del Gran Premio de Europa de 2010 el piloto de GP2 Series Josef Kral sufrió un espectacular accidente en el circuito urbano de Valencia después de salir volando, catapultado tras impactar contra la parte posterior del monoplaza de Rodolfo González. Al golpear el suelo, sufrió un fuerte golpe seco en la espalda que le fracturó dos vértebras (y además después chocó fuertemente contra los neumáticos), pero el HANS le habría salvado de posibles lesiones en el cuello. Ese mismo día, ya en la carrera de Fórmula 1, ocurrió un accidente prácticamente idéntico al sucedido en la mañana. El australiano Mark Webber impactó contra la parte trasera del coche de Heikki Kovalainen e hizo un looping en el aire, para a continuación dar una vuelta de campana en el suelo y posteriormente chocar a gran velocidad contra las protecciones. Afortunadamente, y al contrario del caso de Kral, el monoplaza no golpeó la pista con la parte trasera después de realizar el looping y Webber no sufrió ninguna fractura. Es más, el piloto pudo salir del coche por su propio pie con nada más que un simple mareo.
Sergio Pérez, durante la clasificación del Gran Premio de Mónaco de 2011 sufrió una desaceleración de 80 G's debido a un fuerte impacto lateral contra las protecciones de la Nouvelle Chicane tras perder el control de su Sauber en la salida del túnel. El piloto perdió el conocimiento brevemente, pero no sufrió ninguna lesión de gravedad. Fue un accidente muy parecido al que dejó en coma durante 19 días al austríaco Karl Wendlinger en 1994.